# Herman J. Mankiewicz
Herman Jacob Mankiewicz (New York, 7 novembre 1897 – Los Angeles, 5 marzo 1953) è stato uno sceneggiatore, giornalista e critico teatrale statunitense.

## Biografia
Fratello maggiore del regista e produttore Joseph L. Mankiewicz, dopo aver compiuto gli studi alla Columbia University, lavorò a Berlino come corrispondente americano del Chicago Tribune e, al rientro negli Stati Uniti, durante gli anni venti proseguì la carriera come critico teatrale del New York Times e del The New Yorker. In seguito, grazie all'appoggio di Ben Hecht, entrò nel mondo del cinema come soggettista e sceneggiatore, arrivando a Hollywood nel 1926.
Con l'avvento del sonoro, la sua versatilità di autore di dialoghi per commedie brillanti e, all'inizio degli anni trenta, anche di produttore, gli consentì di legare il proprio nome a film spiritosi come Laughter (1930) e iconoclasti come La guerra lampo dei fratelli Marx (1933). Tuttavia il suo sofisticato e intellettuale talento lo portò molto spesso in contrasto con le case produttrici. Mankiewicz viene ricordato anche per il coraggioso tentativo di realizzare un film di denuncia incentrato sul contemporaneo regime di Adolf Hitler e la persecuzione degli ebrei e dei cattolici nella Germania nazista. La sceneggiatura, intitolata The Mad Dog of Europe, incontrò l'interesse di molti registi e produttori ma non quello dei censori della MPPDA (ora Motion Picture Association) e per l'influenza di Georg Gysslig, console tedesco negli Stati Uniti, e, nonostante ripetuti tentativi nel corso del decennio e un sicuro successo nel caso di realizzazione, il progetto del film non venne mai approvato per non minare possibili rapporti commerciali e diplomatici col regime hitleriano. Quando la Warner Brothers lo punì costringendolo a lavorare a un film di Rin Tin Tin, Mankiewicz propose provocatoriamente un soggetto che prevedeva che il cane trascinasse un bambino dentro una casa in fiamme.
Mankiewicz è principalmente ricordato per aver collaborato con Orson Welles alla sceneggiatura di Quarto potere (1941), con cui vinse il premio Oscar nel 1942. Costretto a letto da una frattura alla gamba, e assistito da John Houseman, che lo aiutò a tener fede all'impegno, Mankiewicz scrisse il soggetto traendo spunto da molte sue esperienze personali e dalla sua conoscenza diretta con l'editore William Randolph Hearst, ispiratore del personaggio di Charles Foster Kane che diverrà il protagonista del film.
Sua fu anche la sceneggiatura della versione originale del 1928 del famoso film Gli uomini preferiscono le bionde. Ma se si eccettua Quarto potere, la filmografia di Mankiewicz non rende adeguata testimonianza del suo genio creativo, che fu molto spesso sprecato dai produttori hollywoodiani, e compromesso dai problemi di alcolismo e di gioco d'azzardo che afflissero lo sceneggiatore per gran parte della sua non lunga esistenza.
Nel film Mank (2020) di David Fincher, Mankiewicz è interpretato dall'attore Gary Oldman.

## Filmografia

### Sceneggiatore
- Il capitano di Singapore (The Road to Mandalay), regia di Tod Browning (1926)
- Guardie... arrestatemi! (Love and Learn), regia di Frank Tuttle (1928)
- I signori preferiscono le bionde (Gentlemen Prefer Blondes), regia di Malcolm St. Clair - didascalie (1928)
- Crepuscolo di gloria (The Last Command), regia di Josef von Sternberg (1928)
- La casa del terrore (Something Always Happens), regia di Frank Tuttle - didascalie (1928)
- A Night of Mystery
- Rosa d'Irlanda (Abie's Irish Rose), regia di Victor Fleming
- La retata (The Dragnet), regia di Josef von Sternberg (1928)
- La donna e la tigre (His Tiger Wife), regia di Hobart Henley - didascalie (1928)
- Frana (Avalanche), regia di Otto Brower (1928)
- The Canary Murder Case, regia di Malcolm St. Clair e Frank Tuttle - Didascalie (1929)
- Honey, regia di Wesley Ruggles (1930)
- Se io fossi re (The Vagabond King), regia di Ludwig Berger - soggetto e sceneggiatura (1930)
- Ladies' Man, regia di Lothar Mendes - sceneggiatura (1931)
- Pranzo alle otto (Dinner at Eight), regia di George Cukor (1933)
- Man of the World, regia di Richard Wallace e Edward Goodman (1931)
- Gli amori di una spia (Stamboul Quest), regia di Sam Wood (1934)
- La modella mascherata (Escapade), regia di Robert Z. Leonard (1935)
- I candelabri dello zar (The Emperor's Candlesticks), regia di George Fitzmaurice (1937)
- Quarto potere (Citizen Kane), regia di Orson Welles (1941)
- L'idolo delle folle (The Pride of the Yankees), regia di Sam Wood (1942)
- Forzate il blocco (Stand By for Action), regia di Robert Z. Leonard (1942)
- La commedia umana (The Human Comedy), regia di Clarence Brown - non accreditato (1943)
- Il villino incantato (The Enchanted Cottage), regia di John Cromwell (1945)
- Nel mar dei Caraibi (The Spanish Main), regia di Frank Borzage (1945)
- Hai sempre mentito (A Woman's Secret), regia di Nicholas Ray (1949)
- The Pride of St. Louis, regia di Harmon Jones (1952)

## Riconoscimenti
- Premio Oscar
  - 1942 – Migliore sceneggiatura originale (condiviso con Orson Welles) per Quarto potere[5]
  - 1943 – Candidatura – Migliore sceneggiatura (condiviso con Jo Swerling) per L'idolo delle folle